# Lieja-Bastogne-Lieja 1983
La Lieja-Bastogne-Lieja 1983 fou la 69a edició de la clàssica ciclista Lieja-Bastogne-Lieja. La cursa es va disputar el diumenge 17 d'abril de 1983, sobre un recorregut de 244,7 km.
El vencedor final fou el neerlandès Steven Rooks, per davant de Giuseppe Saronni i Pascal Jules.

## Classificació general
|    | Ciclista          | Equip                            | Temps      |
| -- | ----------------- | -------------------------------- | ---------- |
| 1  | Steven Rooks      | Sem-France Loire                 | 6h 44' 12" |
| 2  | Giuseppe Saronni  | Del Tongo-Colnago                | + 10"      |
| 3  | Pascal Jules      | Renault-Elf                      | m. t.      |
| 4  | Phil Anderson     | Peugeot-Shell-Michelin           | m. t.      |
| 5  | Henk Lubberding   | TI Raleigh-Campagnolo            | m. t.      |
| 6  | Hennie Kuiper     | Jacky Aernoudt-Rossin-Campagnolo | m. t.      |
| 7  | Adri Van der Poel | Jacky Aernoudt-Rossin-Campagnolo | + 28"      |
| 8  | Alfons De Wolf    | Bianchi-Piaggio                  | m. t.      |
| 9  | René Bittinger    | Sem-France Loire                 | m. t.      |
| 10 | Guido Van Calster | Del Tongo-Colnago                | m. t.      |